# Augustinerkirche (Mainz)

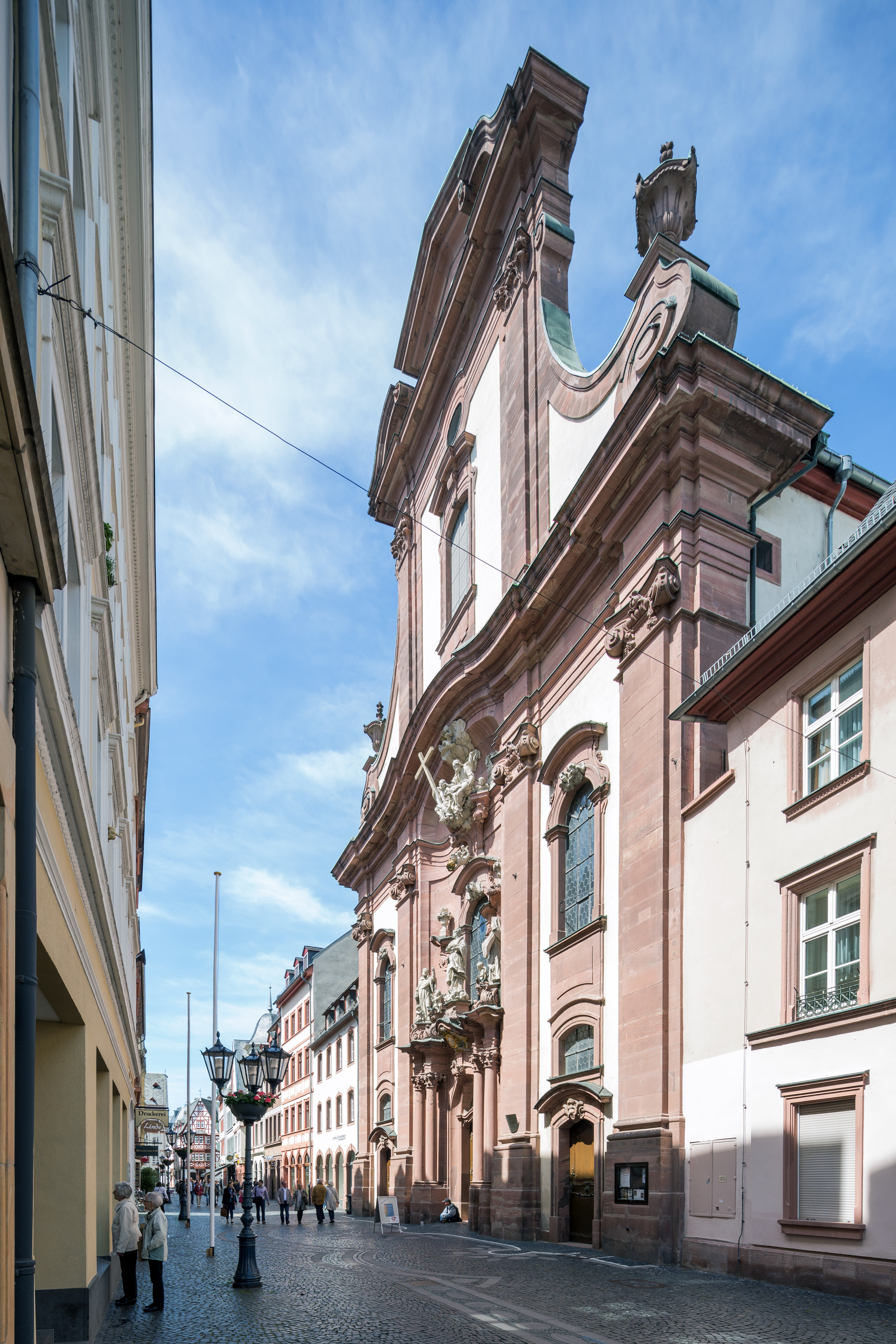
Ansicht der Augustinerkirche in der Augustinerstraße von Südosten, Juni 2013

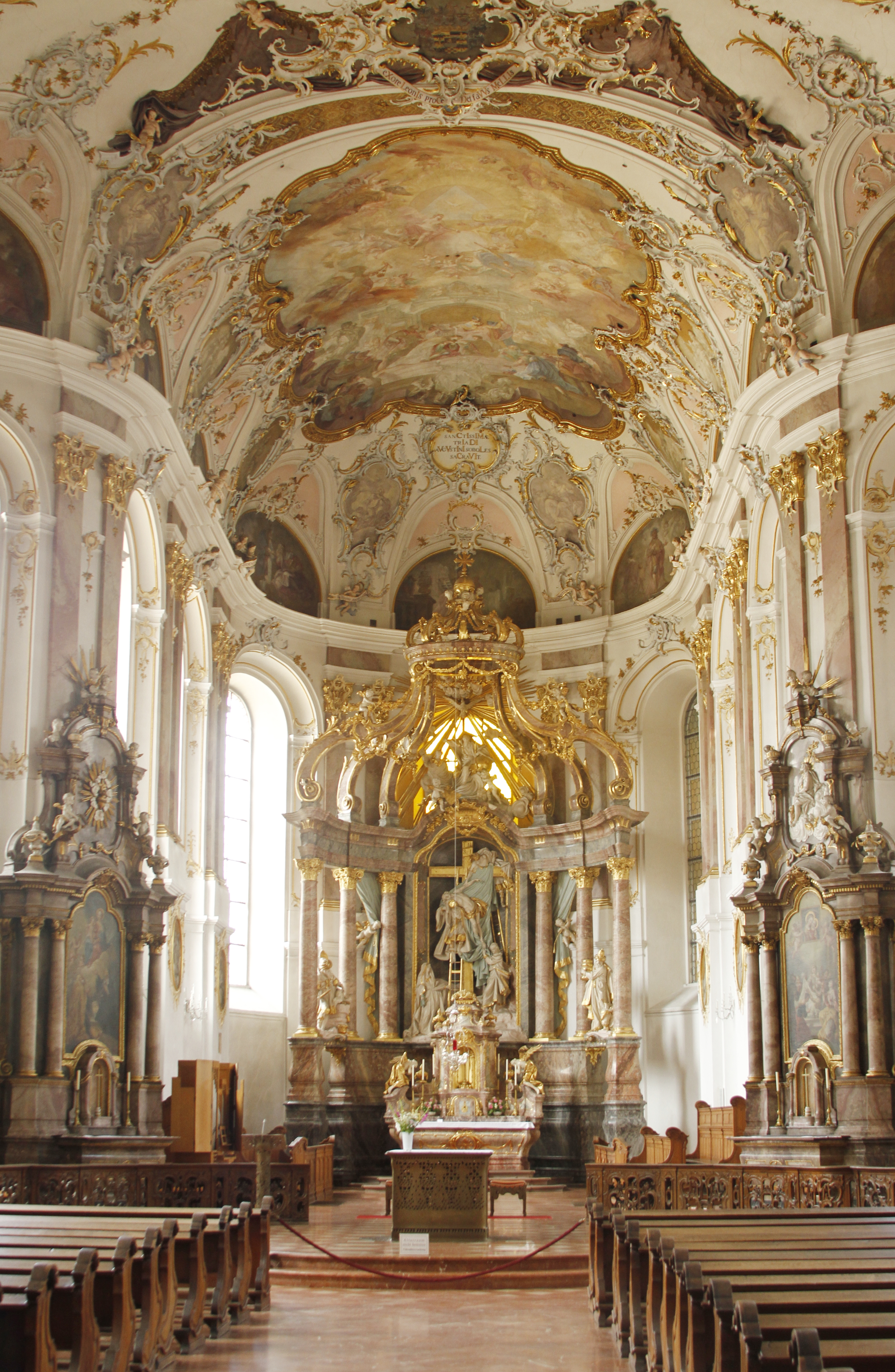
Das Innere der Augustinerkirche. Blick nach Osten in den Chor.

Die Augustinerkirche der ehemals dort ansässigen Augustiner-Eremiten in der Altstadt von Mainz ist heute die Seminarkirche des Priesterseminars der römisch-katholischen Diözese Mainz.

## Geschichte
Die Kirche wurde von 1768 bis 1771 anstelle des ab 1260 errichteten gotischen Kirchenbaus in der Augustinerstraße errichtet. Erbauer waren Augustinereremiten, die auch schon den Vorgängerbau errichtet hatten und deren Fraternität von 1260 bis zum Reichsdeputationshauptschluss von 1803 bestand. Der Baumeister ist nicht bekannt.
Nach der Aufhebung des Klosters 1803 wurde das Gebäudeensemble 1805 Priesterseminar des gerade erst wiederentstandenen Bistums und die Kirche damit zur Seminarkirche. Die Augustinerkirche wurde im Zweiten Weltkrieg im Gegensatz zu weiten Teilen der Mainzer Innenstadt durch Bombardements nicht zerstört.

### Besondere Anlässe
Vom 13. bis 20. März 2018 war in der Seminarkirche der Leichnam des am 11. März verstorbenen Altbischofs von Mainz und ehemaligen Vorsitzenden der Deutschen Bischofskonferenz, Karl Kardinal Lehmann, aufgebahrt. Er wurde am 21. März 2018 von hier aus in einer Trauerprozession durch die Mainzer Altstadt in den Dom überführt.

## Architektur

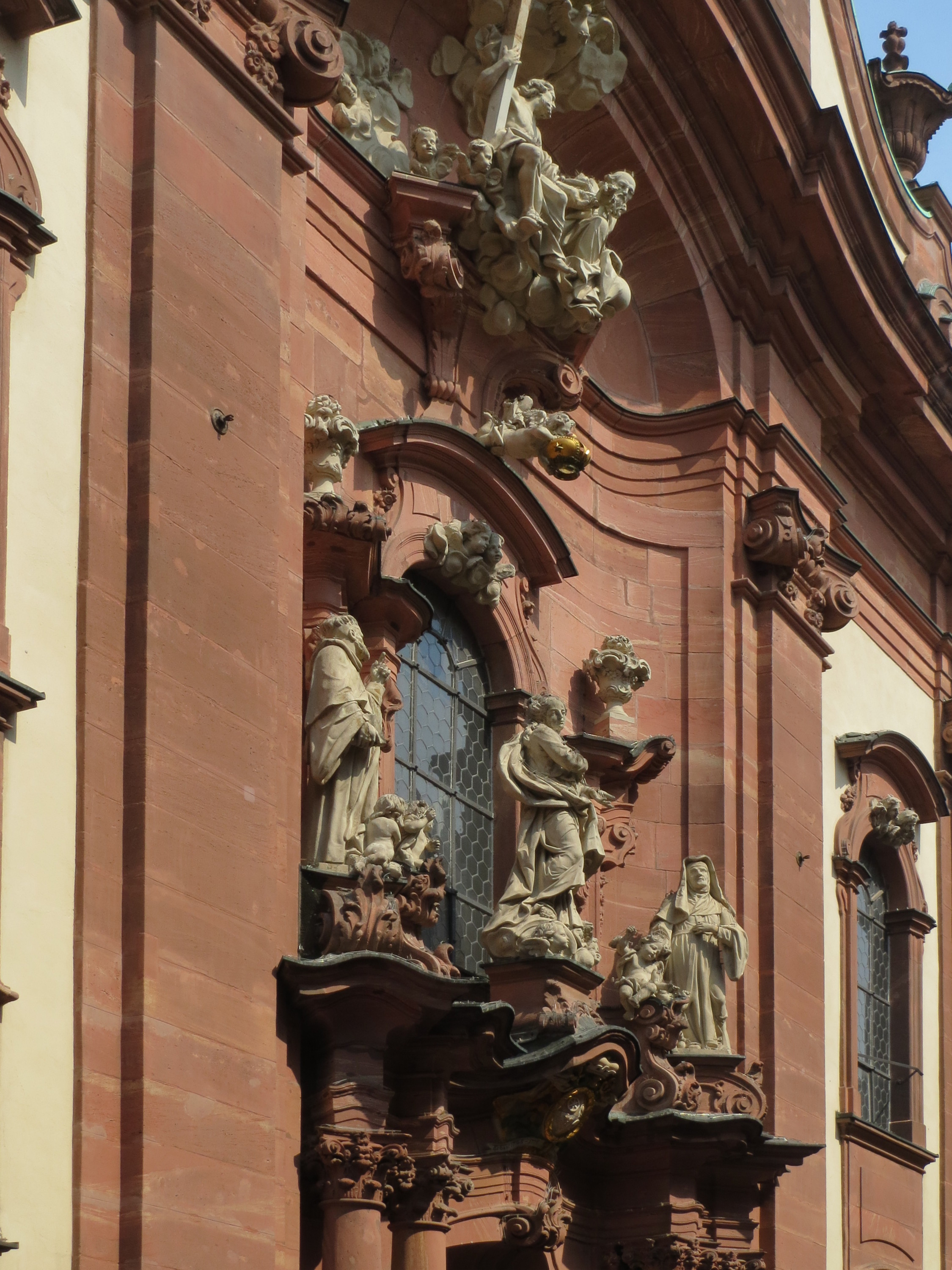
Figurengruppe über dem Portal. Marienkrönung durch die Allerheiligste Dreifaltigkeit, der auch die Kirche geweiht ist.

Das Äußere der Kirche ist trotz seiner späten Entstehung sehr der Stilrichtung des Barock verbunden.
Wegen der Umbauung mit den Konvents- und Seminargebäuden und anderen Häusern ist von der Kirche nur die mächtige turmlose Fassade zu sehen, die sich über die anderen Gebäude der Altstadt reckt.
Über dem Portal erhebt sich eine Figurengruppe, die von Nikolaus Binterim für die Kirche geschaffen wurde. Sie stellt im Wesentlichen die Krönung Mariens dar. Die Himmelskönigin wird von Augustinus von Hippo, Schutzpatron und Regelgeber des Augustinerordens, und dessen Mutter Monika von Tagaste flankiert.
Südlich und östlich der Kirche befinden sich die ehemaligen Klostergebäude und jetzigen Räume des Priesterseminars, die zwischen 1737 und 1753 errichtet wurden. Der Südflügel der Klosteranlage beinhaltet in Anlehnung an die Kirchenfassade selbst auch ein prächtiges Portal mit Figuren, die ebenfalls von Nikolas Binterim stammen.
Das Innere der Kirche tendiert in Richtung Rokoko, was sich durch eine Verschmelzung von Langhaus und Chor zu einer Einheit ausdrückt – einem Konzept, das vermehrt in der Stilrichtung des Rokoko zu finden ist.

## Ausstattung

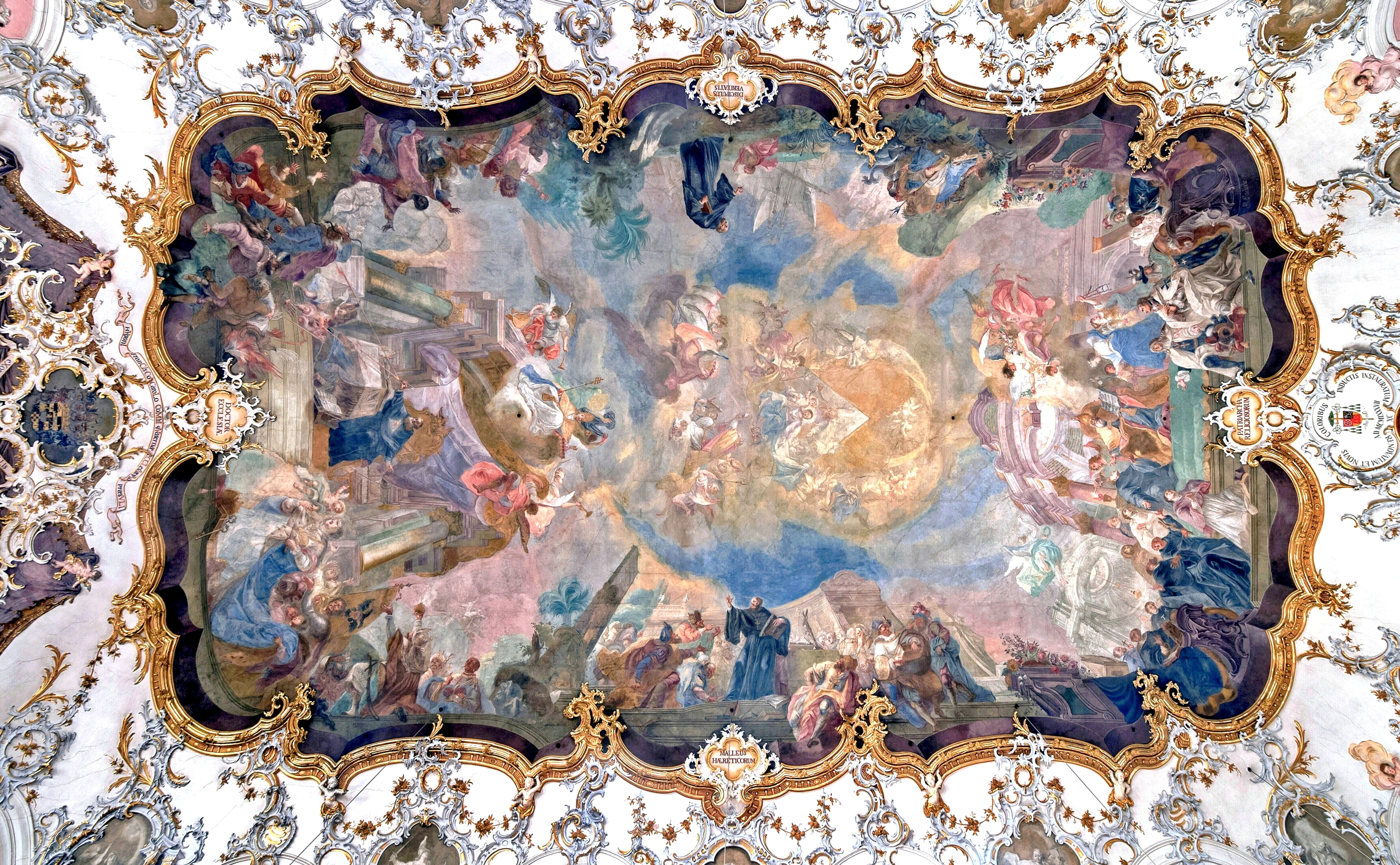
Das Deckengemälde mit Szenen aus dem Leben des Ordensheiligen Augustinus

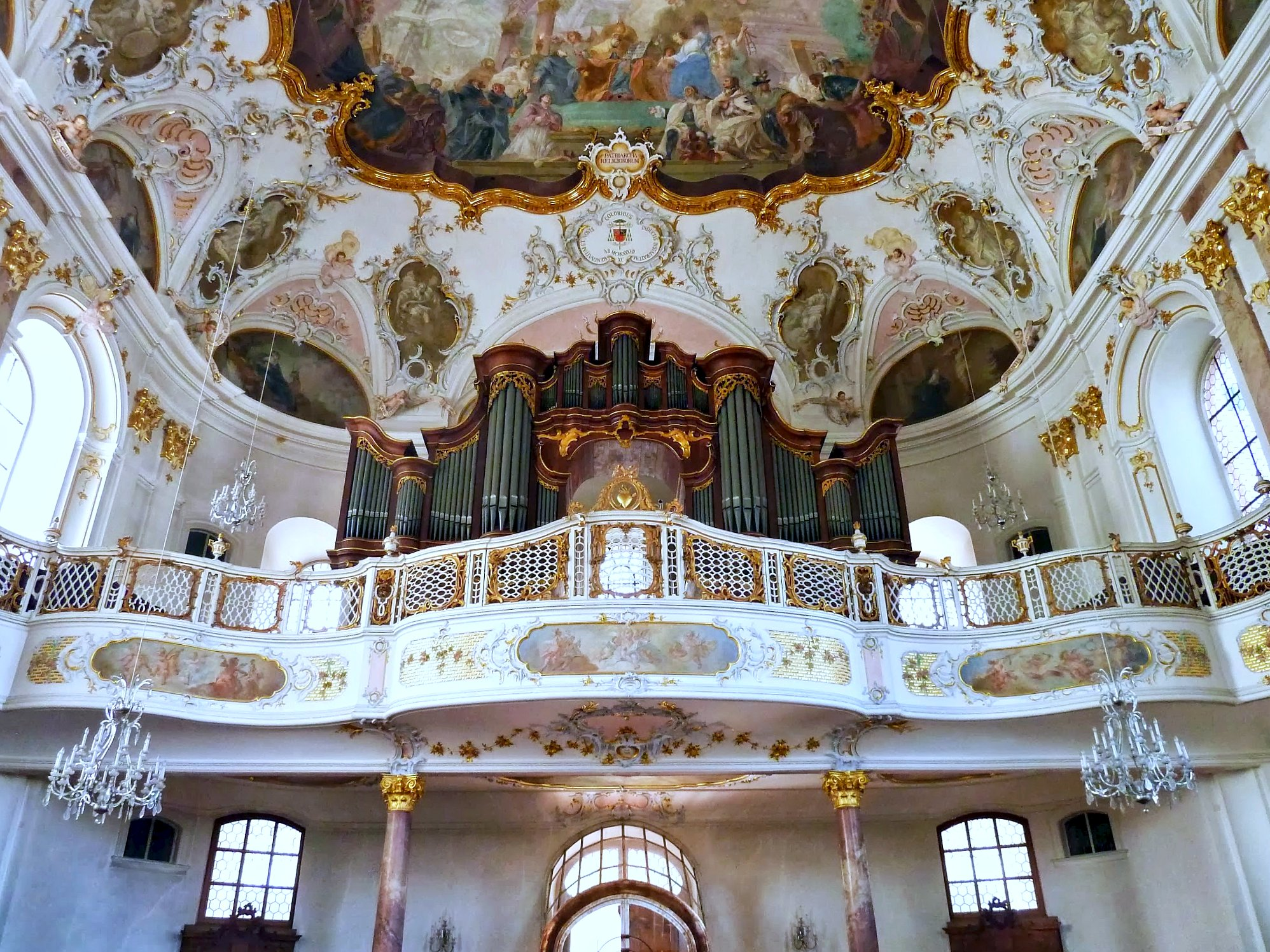
Die Orgel des Johann Philipp Stumm auf der Westempore der Augustinerkirche

Die Altäre orientieren sich nach dem Rokoko, jedoch verdeutlicht sich die späte Bauzeit der Kirche hier insofern, als schon Anklänge des Klassizismus zu finden sind. Die Ausstattung macht durch die großen Altäre und durch die Deckengemälde, die 1772 von Johann Baptist Enderle geschaffen wurden, einen sehr reichhaltigen Eindruck. Das Deckenfresko des Langhauses zeigt in der Mitte die thronende Gottesmutter mit dem Christusknaben, dem Augustinus sein brennendes Herz reicht. Am Rand des Freskos benennen vier Inschriften das Wirken des Heiligen: An der Ostseite als DOCTOR ECCLESIAE (Kirchenlehrer) bezeichnet, sitzt Augustinus in seinem Studierzimmer. Im Westen ist er als PATRIARCHA RELIGIOSORUM (Erzvater der Ordensleute) dargestellt, wie er Ordensregel niederschreibt. Unter den Zuhörern ist auch der Stifter der Deckenfresken, Hugo Franz Karl Graf von Eltz. Im Süden ist Augustinus als MALLEUS HAERETICORUM („Ketzerhammer“) wiederum im Kampf gegen Häretiker gezeigt. Im Norden dagegen wird er als DISCIPULUS VERITATIS (Schüler der Wahrheit) bezeichnet.
Vermutlich im Zusammenhang mit dem barocken Neubau wurde der Kreuzgang mit einem Gemäldezyklus ausgestattet, der größtenteils im heutigen Priesterseminar erhalten geblieben ist. Es handelt sich hochrechteckige Gemälde, die Heilige und Selige des Augustinerordens sowie einen Salvator Mundi zeigen. Die Bilder, die Georg Joseph Melbert zugeschrieben werden können, sind oftmals mit Inschriften und Wappen versehen, die auf Mainzer Stiftungen schließen lassen, die zwischen 1743 und 1757 getätigt wurden.
In der Kirche befindet sich außerdem die Mutter-Gottes Figur von 1420, die nach dem Abbruch der gotischen Liebfrauenkirche vor dem Dom im Jahre 1807 hierher übertragen wurde.

## Orgel
Die Augustinerkirche besitzt eine Barockorgel der berühmten Orgelbauerfamilie Stumm von 1773. Nach Veränderungen 1849 durch Bernhard Dreymann und 1925 durch Borchert von der Firma Kempter erfolgte 1974 eine erste Restaurierung durch Paul Ott und 1991/2000 eine weitere Restaurierung durch Förster & Nikolaus. Das Instrument hat 34 Register auf zwei Manualen und Pedal. Die Spiel- und Registertrakturen sind mechanisch.
| I Hauptwerk C–d3 |     |
| Bourdon          | 16′ |
| Principal        | 8′  |
| Großgedackt      | 8′  |
| Quintatön        | 8′  |
| Viol da Gamba    | 8′  |
| Gemshorn         | 8′  |
| Octav            | 4′  |
| Flaut            | 4′  |
| Quint            | 3′  |
| Superoctav       | 2′  |
| Cornett V        |     |
| Mixtur IV        | 2′  |
| Combal II        | 1′  |
| Trompet (B/D)    | 8′  |

| II Kronwerk C–d3 |        |
| Hohlpfeife       | 8′     |
| Flaut travers    | 8′     |
| Principal        | 4′     |
| Floet            | 4′     |
| Quint            | 3′     |
| Octav            | 2′     |
| Tertia           | 1 3⁄5′ |
| Mixtur III       | 1′     |
| Krummhorn        | 8′     |
| Vox humana       | 8′     |
| Tremulant        |        |

| (Repetitions)Pedal C–d1 |     |
| Subbass                 | 16′ |
| Violonbass              | 16′ |
| Principal               | 8′  |
| Octavbass               | 8′  |
| Quintbass               | 4′  |
| Octavbass               | 4′  |
| Mixturbass VI           | 2′  |
| Posaune                 | 16′ |
| Claironbaß              | 4′  |
| Cornettbaß              | 2′  |

- Koppeln: Manualschiebekoppel, Pedalkoppel

## Geläut
| Nr. | Name                          | Gussjahr | Gießer, Gussort             | Gewicht | Nominal (HT-1/16) |
| 1   | St. Alexander                 | 1771     | Johann Martin Roth, Mainz   | 210 kg  | d″                |
| 2   | St. Prosper                   | 1771     | Johann Martin Roth, Mainz   | 100 kg  | fis″              |
| 3   | St. Johann Baptist und Paulus | 1715     | Georg Christoph Roth, Mainz | 057 kg  | h″                |

Die Grundlage des heutigen Geläuts der Augustinerkirche bildete ein dreistimmiges Ensemble des Mainzer Glockengießers Johann Martin Roth (d–fis–h). Die Glockengießerei der Familie Roth befand sich unweit der Augustinerkirche am Rande der Mainzer Altstadt zwischen Kapuzinerstraße und Neutorstraße. Die kleinste der Glocken ging im Ersten Weltkrieg verloren, da sie als kriegswichtiger Rohstoff abgegeben werden musste. Der Glockensachverständige des Bistums Mainz, Günter Schneider (Institut für Kirchenmusik Mainz Abteilung „Orgeln und Glocken“ (Dezernat IX/5)), entdeckte 2011 eine kleine Barockglocke von Georg Christoph Roth bei einer Glockenschau in St. Georg in Mainz-Bretzenheim. Da diese Glocke sowohl vom Klang, als auch vom Alter zum Zweiergeläut passte, wurde sie als Dauerleihgabe zur Vervollständigung des barocken Dreiklangs abgegeben.